# Ischnojoppa
Ischnojoppa is een geslacht van insecten uit de orde vliesvleugeligen (Hymenoptera) en de familie Ichneumonidae.

## Soorten
- I. diversapex Heinrich, 1967
- I. flavipennis (Brulle, 1846)
- I. geniculata (Tosquinet, 1896)
- I. luteator (Fabricius, 1798)
- I. madagascariensis Heinrich, 1938
- I. melanopyga (Holmgren, 1868)
- I. seyrigi Heinrich, 1938